# Raymond H. Fleming
Pour les articles homonymes, voir Fleming.
Raymond Hartwell Fleming (5 juillet 1889 - 23 novembre 1974) était un major général de l'Armée de terre des États-Unis (US Army) qui a été chef du Bureau de la Garde nationale (National Guard Bureau), commandant de la 39e division d'infanterie (la "division Delta") et adjudant-général de Louisiane.

## Biographie

### Jeunesse
Raymond Hartwell Fleming naît à Waxahachie, au Texas, le 5 juillet 1889. Diplômé de l'université Trinity de San Antonio en 1915, il s'installe en Louisiane.

### L'expédition Pancho Villa
Fleming rejoint la Garde nationale de Louisiane (Louisiana National Guard) en 1916 et sert à la frontière mexicaine pendant l'expédition Pancho Villa, où il obtient le grade de sergent.

### Première Guerre mondiale
En 1917, Fleming est nommé sous-lieutenant (Second lieutenant). Affecté au 141e régiment d'artillerie de campagne (141st Field Artillery Regiment), il sert en France pendant toute la durée de la Première Guerre mondiale et est promu Captain (capitaine) en tant que commandant de la batterie D. Son unité est démobilisée en 1919 et il retourne en Louisiane.

### Après la Première Guerre mondiale
Après la guerre, Fleming reste membre de la Garde nationale de Louisiane et participe à sa réorganisation. Il commande les batteries A et D du 141e régiment d'artillerie de campagne en tant que capitaine et continue à gravir les échelons en occupant des postes de commandement et d'état-major aux responsabilités croissantes,. Il est diplômé de l'United States Army Command and General Staff College en 1925 et de l'United States Army War College en 1928.
Fleming poursuit également ses études universitaires en entreprenant des travaux de troisième cycle en économie et en relations professionnelles à l'université Tulane (Tulane University).

### Adjudant général de Louisiane
En 1928, Fleming est nommé adjudant général de la Garde nationale de Louisiane avec le grade de général de brigade (brigadier général). Il occupe ce poste jusqu'en 1948.
Considéré comme un allié de l'organisation politique dirigée par le sénateur Huey Long et le gouverneur Oscar K. Allen, Fleming déploie en 1934 des gardes nationaux dans les bureaux des responsables électoraux de la Nouvelle-Orléans lorsque Allen déclare la loi martiale lors d'une élection contestée entre le groupe Long-Allen et un groupe dirigé par le maire T. Semmes Walmsley. En réponse, Walmsley a déployé des centaines de policiers de la Nouvelle-Orléans. Fleming a été accusé d'outrage au tribunal pour avoir refusé l'ordre d'un juge de renvoyer les troupes. Le différend est résolu lorsque la Garde nationale quitte les bureaux électoraux (tout en restant à la Nouvelle-Orléans), que la police se retire et que les élections se déroulent comme prévu,,.
Lorsque Long est assassiné en 1935, Fleming commande la garde d'honneur pour ses funérailles,.

### Après la Seconde Guerre mondiale
En 1946, Fleming est nommé commandant de la 39e division d'infanterie, une mission qu'il accomplit alors qu'il est encore adjudant-général; il est promu major général en 1947.

### Bureau de la Garde nationale
Fleming est nommé chef de la Army Division (division Armée) du Bureau de la Garde nationale (National Guard Bureau) en 1947. Il est le premier à occuper ce poste, créé à la suite de la création de la Garde nationale aérienne (Air National Guard). Le chef de l'Army Division et le chef de l'Air Division rendent compte au chef du Bureau de la Garde nationale.
En 1948, Fleming est également nommé assistant de Lewis B. Hershey, directeur fédéral du service sélectif (Selective Service).
En 1950, Fleming est nommé chef intérimaire du National Guard Bureau, succédant à Kenneth F. Cramer. En 1951, la nomination de Fleming est confirmée et il occupe le poste de chef du National Guard Bureau jusqu'à ce qu'il atteigne l'âge de la retraite obligatoire de l'armée fédérale en 1953,.
En 1951, Joseph A. Redding lui succède au poste de commandant de la 39e division d'infanterie

### Retour au poste d'adjudant général
En 1952, Fleming est reconduit dans ses fonctions d'adjudant-général de la Louisiane jusqu'en 1956. Il reprend le poste d'adjudant général en 1960, jusqu'à sa retraite en 1964.

### Retraite et décès
À la retraite, Fleming réside à la Nouvelle-Orléans. Il y meurt le 23 novembre 1974 et est enterré au cimetière Hillcrest Burial Park de Waxahachie,.

## Héritage
Le bâtiment du quartier général de la Jackson Barracks (caserne Jackson) a été baptisé Fleming Hall. Le bâtiment a été endommagé lors de l'ouragan Katrina, mais a été réhabilité depuis. Il est désormais utilisé pour des cérémonies, des conférences et d'autres réunions.

## Décorations
Fleming a notamment reçu les,:
- Army Distinguished Service Medal
- Legion of Merit
- World War II Victory Medal
- World War I Victory Medal

## Source
- (en) Cet article est partiellement ou en totalité issu de l’article de Wikipédia en anglais intitulé « Raymond H. Fleming » (voir la liste des auteurs).